# 飯坂町湯野
飯坂町湯野（いいざかまちゆの）は、福島県福島市の地名で飯坂支所所管にあたる飯坂地域内である。本項ではかつて同地域に所在した伊達郡湯野町についても述べる。

## 飯坂町湯野
飯坂温泉街を縦断する摺上川の江東エリアであり、摺上川以西に位置する飯坂町同様に旅館が軒を連ねた商業地である。
毎年1月に催される西根神社どんど祭及び高畑天満宮のうそかえ祭は非常に人気がある（春のうそかえ祭は毎年4月）。

### 地理
福島市北東部及び飯坂地域の南東部に位置し、北で飯坂町茂庭と、北東で伊達郡桑折町（松原、成田）と、東で飯坂町東湯野と、南で下飯坂と、南西から西にかけて飯坂町と隣接する。

#### 主な字
- 赤宮沢口
- 飽戸
- 愛宕前
- 穴原
- 粡町
- 石倉
- 石橋
- 石原
- 石捲
- 一ノ関
- 一丁田
- 一本木
- 一本杉
- 一本松
- 稲ケ馬場
- 稲荷前
- 岩ノ上
- 浮石沼
- 浦湊
- 大窪

- 大清水
- 大平
- 大原山
- 大舟
- 大水口
- 小崎
- 小沢
- 落合
- 落水
- 音ケ森
- 小山
- 柿崎
- 角原
- 角間
- 角間下
- 崖畑
- 風越
- 蟹崎
- 蟹沢
- 蟹前

- 蟹屋敷
- 鎌場
- 上川原
- 上窪
- 雷町
- 上二井田
- 榧ノ木下
- 狩野畑
- 川風
- 川裾
- 川留
- 河原
- 寛勢
- 雉子田
- 北穴原
- 北原
- 狐坂
- 君沢
- 切湯ノ上
- 樟畑

- 崩
- 窪田
- 熊ノ堰
- 熊野
- 熊野脇
- 暮坪
- 暮坪前
- 暮坪山
- 桑島
- 毛勝
- 庚申田
- 腰廻
- 小性
- 小性東
- 小手屋後
- 小松山
- 菰槌越
- 小山前
- 境田
- 坂下

- 坂ノ上
- 作道
- 桜内
- 桜田
- 里田
- 沢
- 沢田
- 沢前
- 沢緑
- 三界
- 三角田
- 三角西
- 三番坂下
- 四箇
- 地蔵塚
- 清水
- 清水前
- 下釜
- 下川
- 下窪

- 下田
- 下花川
- 下梁
- 常安寺
- 志和田
- 志和田前
- 新古屋
- 新古屋前
- 新畑
- 神明
- 神明脇
- 新屋敷
- 新湯
- 新湯ノ上
- 砂畑
- 芹田
- 千刈田
- 袖大窪
- 太子
- 太子後

- 太子前
- 高田
- 高清水
- 高畑
- 高見
- 高見舘
- 滝ノ上
- 竹ノ内
- 竹ノ内前
- 田下
- 田島
- 舘
- 舘ケ沢
- 舘下
- 田中
- 田中西
- 田中前
- 田谷
- 台
- 台畑

- 茶畑
- 銚子口
- 塚下
- 塚田
- 塚畑
- 堤
- 堤前
- 寺町
- 天神木
- 殿上
- 堂跡
- 道角
- 洞上
- 洞口
- 洞下
- 導専
- 藤兵ヱ沢
- 道録神
- 遠渡
- 土手下

- 豊田
- 中愛宕
- 中川原
- 中島
- 中古屋
- 中田
- 中二井田
- 中ノ土井
- 中南
- 仲森
- 中屋敷
- 中山
- 鍋ケ沢
- 二井田
- 西小性
- 西小手屋
- 西桜田
- 西竹
- 西畑
- 西原

- 西原前
- 西前野
- 沼尻
- 白山
- 禿道
- 橋北
- 橋本
- 畑田
- 八卦
- 八卦下
- 花川
- 鼻毛
- 離松
- 刎渡堂
- 林根
- 林前
- 原
- 原頭
- 原添
- 原田

- 半沢畑
- 東愛宕
- 東小手屋
- 東沢
- 東原
- 東町
- 東山
- 蟇沢山
- 彦内
- 一口坂
- 雲雀野
- 日向畑
- 平林
- 平林前
- 深沢
- 深沢口
- 蕗田
- 瓢沼
- 不動林
- 不動前

- 古道山
- 古屋敷
- 前北原
- 前田
- 前野
- 前原
- 町尻
- 松木下
- 的場
- 丸山
- 岬
- 水吐
- 道尻
- 道端
- 三ツ俣沢
- 南桜田
- 南町
- 宮田
- 宮前
- 明神町

- 明蔵原
- 向川原
- 目暗渕
- 毛字
- 樅ノ木下
- 薬師下
- 薬師前
- 薬師山
- 屋敷前
- 八十山
- 谷地畑
- 柳渓
- 柳田
- 柳原
- 柳町
- 梁尻
- 藪添
- 山街道
- 山岸
- 山崎

- 山田
- 山田川
- 山ノ庵
- 山坊
- 山坊前
- 八幡前
- 湯尻
- 湯ノ上
- 横井
- 横町
- 米川
- 米川尻
- 蓬畑
- 若島
- 若宮
- 若山
- 割前

### 河川・架橋
- 摺上川
  - 奥十綱橋 - 福島県道319号穴原十綱線
  - 鵬橋 - 国道399号飯坂バイパス
  - 中十綱橋 - 福島市道下原樅ノ木下線
  - 新十綱橋 - 福島市道4号湯野平野線
  - 十綱橋 - 福島県道3号福島飯坂線（飯坂街道）
  - 新摺上橋 - 福島市道4号湯野平野線
  - 新摺上橋 - 東北自動車道
- 唐沢
- 米川
  - 河原橋 - 福島市道
  - 白山橋 - 福島市道
  - 洞上橋 - 福島市道
  - 上米川橋 - 福島市道
  - 明神橋 - 国道399号（茂庭街道）
  - 志和田橋 - 福島市道
  - 米川橋 - 福島市道
- 山田川
  - 湯野橋 - 福島県道124号飯坂桑折線
- 伊達西根堰用水
- 東根堰用水

### 歴史
- 1889年4月1日 - 伊達郡湯野村が同郡東湯野村と合併し湯野村となる。
- 1901年9月1日 - 湯野村が東湯野村を分村する。
- 1940年5月20日 - 湯野村が町制施行し、湯野町となる。
- 1955年3月31日 - 湯野町が信夫郡飯坂町（旧）・平野村・中野村・伊達郡東湯野村・同郡茂庭村と合併し、信夫郡飯坂町（新）が発足。旧湯野町域は大字湯野となる。
- 1964年1月1日 - 飯坂町は福島市に編入され、大字湯野は飯坂町湯野に改称。

### 施設

#### 教育
- 福島市立西根中学校
- 福島市立湯野小学校
- 福島市立にしね幼稚園

#### 観光
- 穴原温泉

### 交通

#### 道路
- 東北自動車道（東端をかすめる）
- 国道399号（茂庭街道）
- 国道399号（バイパス線：飯坂バイパス）
- 福島県道3号福島飯坂線（飯坂街道）
- 福島県道5号上名倉飯坂伊達線
- 福島県道124号飯坂桑折線
- 福島県道319号穴原十綱線
- 福島市道4号湯野平野線
- 福島市道5号前野志和田線

#### バス
福島交通路線バス
- （福島駅方面） - 明神町 - 田中 - 湯野駅
  - 伊達経由湯野
- 湯野駅 - （飯坂町、飯坂町中野方面）
  - 湯野・杉の平
- （飯坂温泉駅方面） - 穴原 - 高清水 - （飯坂町茂庭方面）
  - 飯坂・中茂庭

### 世帯数と人口の推移
| 年     | 世帯数（世帯） | 人口（人） |
| ------ | -------------- | ---------- |
| 1907年 | 552            | 3,435      |
| 1920年 | 721            | 3,953      |
| 1935年 | 778            | 4,672      |
| 1947年 | 1,084          | 5,641      |
| 2012年 | 1,791          | 4,366      |
| 2017年 | 1,882          | 4,182      |

- 2017年は6月30日現在の世帯数と人口である[1]。

## 湯野町
湯野村（ゆのむら）は、福島県伊達郡に属していた村で、1940年5月20日に町制施行し湯野町（ゆのまち）と改称。湯野村及び湯野町として1889年4月1日から1955年3月31日のちょうど66年間存在していた。